# Plovdiv (obchtina)
Plovdiv (bulgare : Пловдив) est une obchtina de l'oblast de Plovdiv en Bulgarie.